# S42

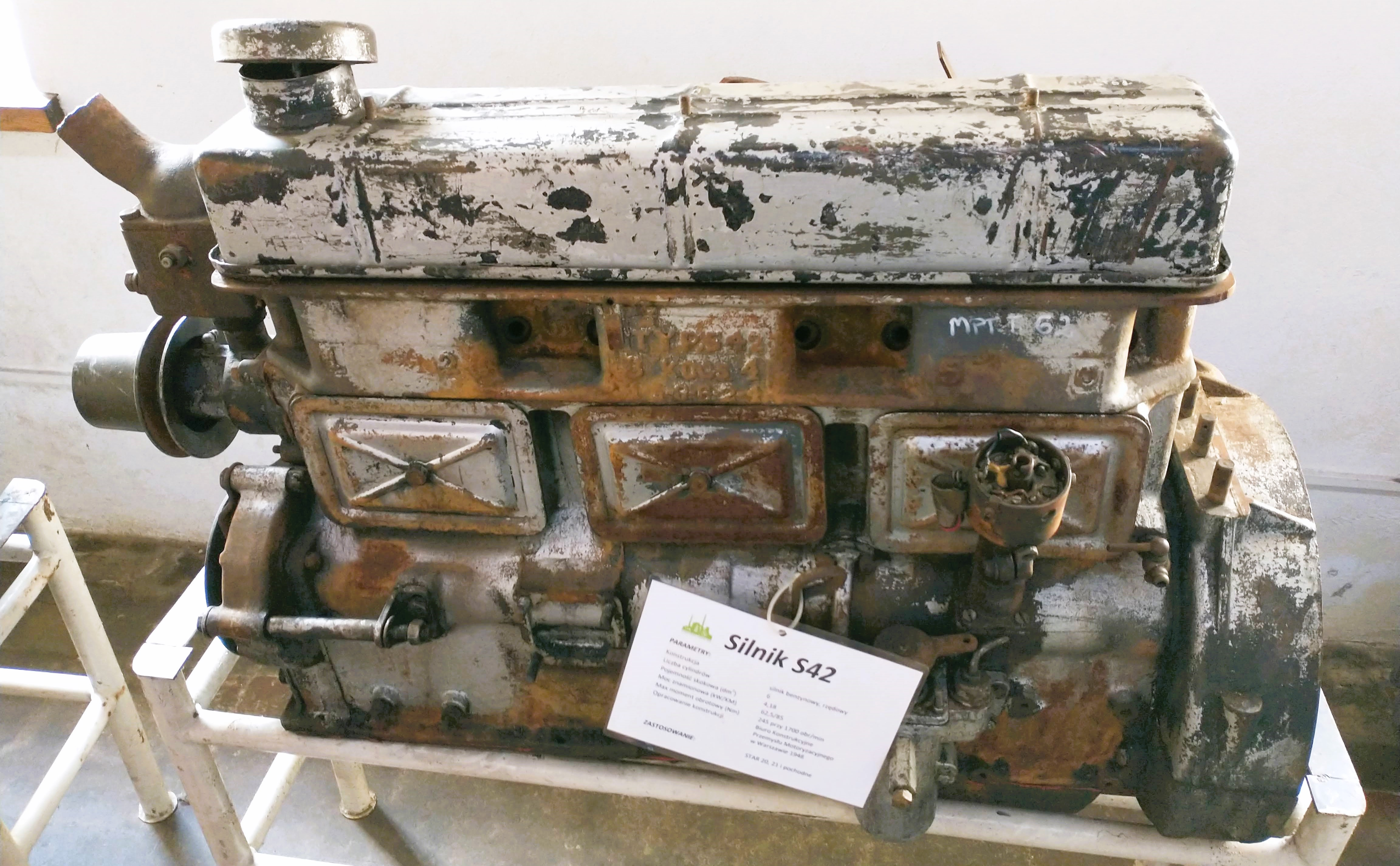
Widok zewnętrzny

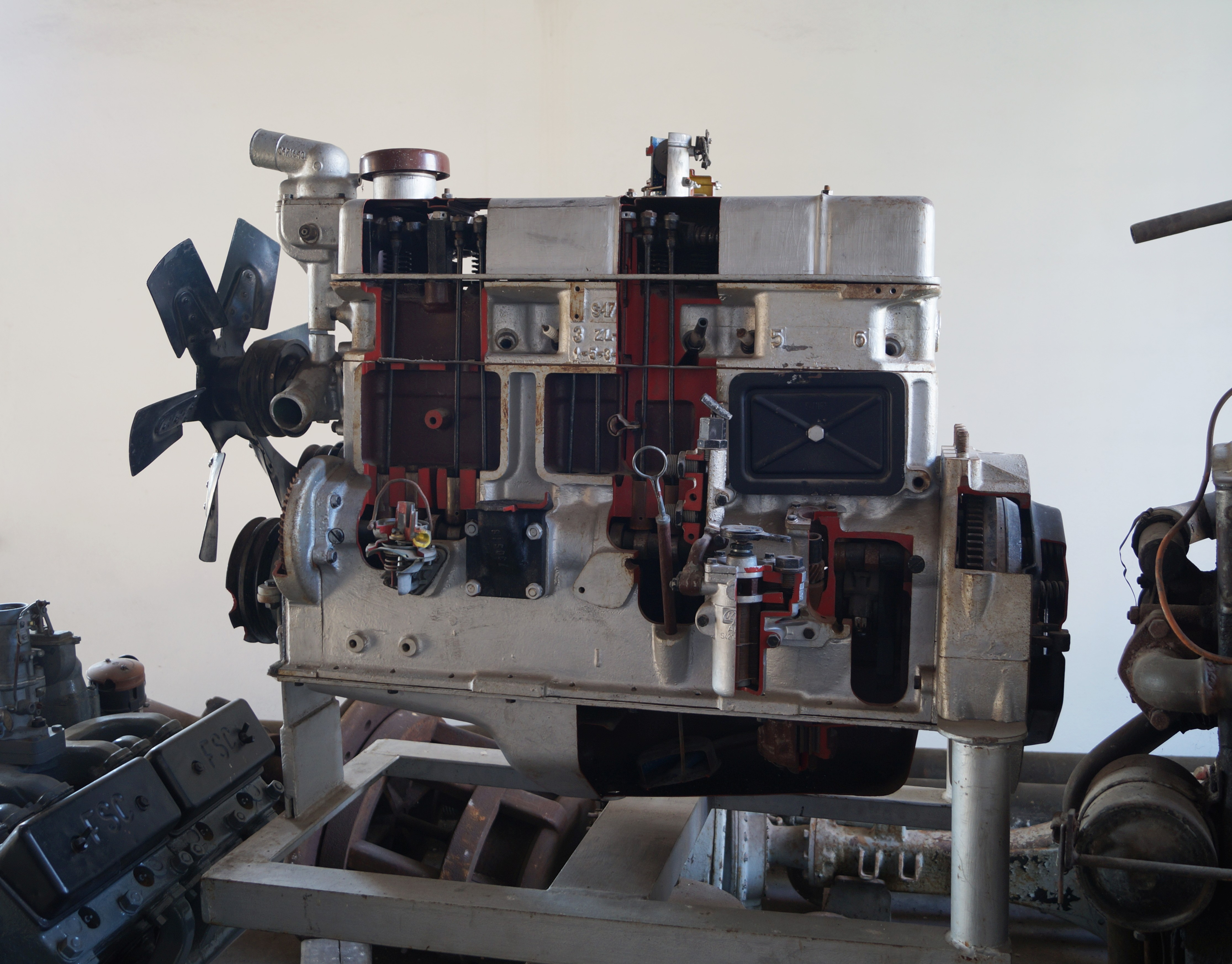
Przekrój silnika Star

S42 (czasem oznaczany S-42) – polski czterosuwowy silnik niskoprężny produkowany przez Fabrykę Samochodów Ciężarowych „Star”, będący protoplastą dużej liczby silników pochodnych stosowanych głównie do napędu samochodów ciężarowych „Star”.
Stanowił też źródło napędu autobusów od San H01B, poprzez San H25B do San H100 i niektóre modele Autosan H9 (silnik „S359”).
Bazowy silnik S42 został skonstruowany w zespole kierowanym przez inż. Jana Wernera i inż. Jerzego Jędrzejowskiego w Centralnym Biurze Badań i Konstrukcji Przemysłu Motoryzacyjnego w Łodzi.

## Historia powstania
Silnik wywodzi się z prototypu silnika S40 skonstruowanego przez ten sam zespół konstruktorów. W wyniku badań na hamowni w listopadzie 1947 roku okazało się, że założona moc została niemalże osiągnięta (uzyskano 83 KM, zamiast 85) przy 2800 rpm, jednakże stwierdzono nadmierne zużywanie się panewek łożysk wału korbowego. W wyniku tych doświadczeń gruntownie przeprojektowano układ smarowania (kolektor olejowy w kadłubie, a nie w wałku rozrządu, zmiana podziału kadłuba, oddzielne śruby korbowodowe i inne drobne zmiany). Przeprojektowany silnik (oznaczony S40R) poddano intensywnym badaniom do lutego 1948 roku. Z doświadczeń wynikłych podczas badania obu prototypów biuro konstrukcyjne postanowiło skonstruować poprawiony silnik. Wprowadzono zmiany: obniżony i usztywniony kadłub silnika, doprowadzenie oleju silnikowego do łożysk przez kolektor centralny, wyrównoważenie dynamiczne wału korbowego, powiększenie przekroju zaworów oraz zmian w kolektorze ssącym i wylotowym. Tak poprawiony silnik przeszedł pomyślnie wszelkie próby badawcze i jako S42 wszedł do produkcji seryjnej.

## Rozwój silników niskoprężnych
Kolejne modyfikacje silnika miały na celu podniesienie osiągów (szczególnie mocy) i obniżenie zużycia paliwa. W 1953 roku powstały (pod kierunkiem inż. Edwarda Lotha) udane modele S472 i S47 o podwyższonych parametrach roboczych. Zwiększono stopień sprężania zwiększając nieco skok tłoka przy nieco zmniejszonej średnicy cylindra (pojemność skokowa została niemal bez zmian). Wraz ze wzrostem osiągów silnika poprawiono niedogodności eksploatacyjne. Poprawie uległ układ chłodzenia (skuteczność i równomierność) z wydajniejszą pompą cyrkulacyjną i termostatem, wprowadzono odpowietrzanie skrzyni korbowej, likwidując wycieki oleju silnikowego na zewnątrz. W silniku S47 powiększono średnicę cylindra i pojemność skokową, większą średnicę zaworów, nowocześniejszy gaźnik. Zaowocowało to zwiększeniem mocy i momentu obrotowego. Modele te były zaprojektowane tak, aby uzyskać całkowitą unifikację w warunkach zabudowy silnika w pojeździe. Stąd wiele samochodów Star 25 z nadwoziem pożarniczym miało mocniejszy silnik S47, w miejsce S472. Silniki S47 były tak dopracowaną konstrukcją, że produkowano je niemalże bez zmian jeszcze w 1980 roku (Star 29).

## Rozwój silników o zapłonie samoczynnym
Zmniejszenie kosztów eksploatacji wiązało się z próbą zastosowania silników wysokoprężnych. Z uwagi na kwestię szybkobieżności przyjęto układ wtrysku pośredniego z komorą wirową typu „Air Flow” systemu Perkins. W systemie tym mniejsza część dawki paliwa jest wtryskiwana współprądowo do komory wirowej gdzie ulega zapłonowi, część zasadnicza – przeciwprądowo do kanału łączącego komorę wirową z komorą nad tłokiem – ta część zapala się od płonących gazów spalinowych z komory wirowej. W rozwiązaniu tym uzyskuje się niższe ciśnienia maksymalne obiegu, przy dobrych ciśnieniach średnich część dawki paliwa spala się w obiegu izobarycznym (o stałym ciśnieniu). Daje to dość lekką konstrukcję silnika i miękką jego pracę kosztem większego niż w silniku z wtryskiem bezpośrednim zużyciem paliwa. W stosunku do silnika z zapłonem iskrowym nieco powiększono średnicę cylindra (100 mm) i skok tłoka (do 120 mm). Tak powstał pierwszy silnik S53 skonstruowany w roku 1962. Nie był to model zbyt udany. Powodem tego były:

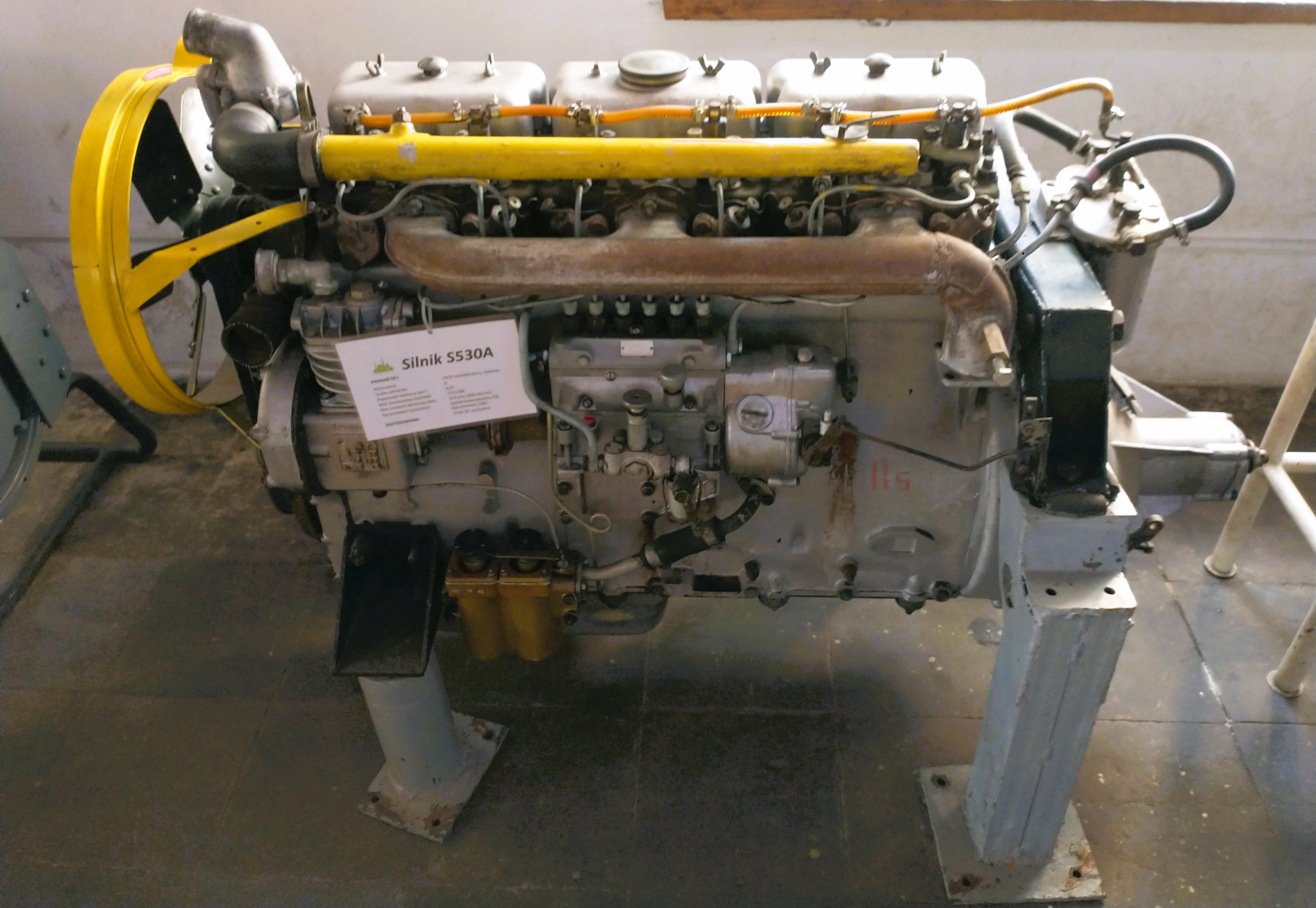
Silnik S530A

- nieprecyzyjne odwzorowanie komory spalania „Air Flow” Perkinsa – co powodowało większość opisywanych problemów:
- bardzo trudne rozruchy w warunkach zimowych – wprowadzone spirale grzewcze do kolektora ssącego niewiele dawały
- silnik nie osiągał założonej mocy – na hamowni uzyskał 90 KM
- silnik przedwcześnie wchodził w obszar dymienia

W wyniku tych doświadczeń skonstruowano silnik S530. Zmiany polegały na:
- bardzo precyzyjnym odwzorowaniu geometrii komory spalania „Air Flow” firmy Perkins
- zwiększeniu średnicy cylindrów do 105 mm i adekwatnie pojemności skokowej
- wprowadzeniu świec żarowych do komory wirowej.

Zmiany te zaowocowały przede wszystkim znaczną poprawą rozruchu w warunkach zimowych, uzyskaniem założonej mocy 100 KM i brakiem cech niezupełnego spalania (nadmiernego zaczernienia spalin).
Doświadczenia zebrane z produkcji i eksploatacji silnika S530 spowodowały podjęcie prac konstrukcyjnych nad silnikiem o wtrysku bezpośrednim. Głównym celem było ograniczenie jednostkowego zużycia paliwa i zwiększeniem mocy. Ponieważ biuro konstrukcyjne nie mogło się uporać z konstrukcją komory spalania – zlecenie na jej opracowanie powierzono austriackiej firmie AVL w Grazu. Powiększono średnicę cylindra do 110 mm (i adekwatnie pojemność skokową), zachowując ten sam skok tłoka co we wcześniejszych silnikach wysokoprężnych tej rodziny. Nowy silnik oznaczono S359. Silnik ten:
- uzyskał projektowaną i wymaganą do nowej linii samochodów Star „200” moc 150 KM
- nie wykazywał problemów z naturalnym rozruchem w warunkach umiarkowanej zimy
- osiągał mniejsze jednostkowe zużycie paliwa od silnika S530 (mniejsze straty cieplne)

Jednakże wszystkie silniki wysokoprężne z tej rodziny (szczególnie S359) cechowały się głośną pracą. Składało się na to użycie dość wiotkiego aluminiowego bloku silnika z tulejami mokrymi, oraz niepotrzebnie wysokie umieszczenie wałka rozrządu i napędzanie go zespołem kół zębatych generujących dodatkowy hałas. Ponadto aluminiowy blok silnika S359 był mniej trwały od żeliwnego, zastosowanego w licencyjnym silniku Leyland SW-400, co ograniczyło potencjalny rynek zbytu na ten silnik. Problemem była też kwestia uszczelnienia (uszczelka podgłowicowa) pomiędzy aluminiowym blokiem silnika a żeliwnymi głowicami.
Silniki z rodziny S42 to ostatnie polskiej konstrukcji silniki spalinowe stosowane jako źródło napędu w samochodach ciężarowych.
| Oznaczenie            | S42         | S472        | S473           | S474        | S47               | S53                      | S530A              | S359               |
| --------------------- | ----------- | ----------- | -------------- | ----------- | ----------------- | ------------------------ | ------------------ | ------------------ |
| Zastosowanie (model)  | Star 20, 21 | Star 25     | Star 25 Tropic | Star 25M1   | Star 29, Star 660 | Star 27, kombajn Vistula | Star 28, Star 660D | Star 200, 244, 266 |
| Układ cylindrów       | rzędowy     | rzędowy     | rzędowy        | rzędowy     | rzędowy           | rzędowy                  | rzędowy            | rzędowy            |
| Liczba cylindrów      | 6           | 6           | 6              | 6           | 6                 | 6                        | 6                  | 6                  |
| Średnica cylindra     | 92 mm       | 90 mm       | 90 mm          | 95 mm       | 95 mm             | 100 mm                   | 105 mm             | 110 mm             |
| Skok tłoka            | 105 mm      | 110 mm      | 110 mm         | 110 mm      | 110 mm            | 120 mm                   | 120 mm             | 120 mm             |
| Pojemność skokowa     | 4188 cm³    | 4196 cm³    | 4196 cm³       | 4680 cm³    | 4680 cm³          | 5650 cm³                 | 6230 cm³           | 6840 cm³           |
| Stopień sprężania     | 6,2         | 6,8         | 5,5            | 6,8         | 6,8               | 18 (ZS)                  | 17,4 (ZS)          | 17 (ZS)            |
| Moc maksymalna        | 85 KM       | 95 KM       | 87,5 KM        | 105 KM      | 105 KM            | 100 KM                   | 100 KM             | 150 KM             |
| Obroty mocy maks.     | 2800 rpm    | 3000 rpm    | 3000 rpm       | 3000 rpm    | 3000 rpm          | 2600 rpm                 | 2600 rpm           | 2800 rpm           |
| Maks. moment obrotowy | 246 Nm      | 270 Nm      | 250 Nm         | 294 Nm      | 305 Nm            | 310 Nm                   | 330 Nm             | 432 Nm             |
| Obroty maks. momentu  | 1700 rpm    | 1500 rpm    | 1500 rpm       | 1500 rpm    | 1650 rpm          | 1400 rpm                 | 1600 rpm           | 1600 rpm           |
| Zasilanie             | gaźnik      | gaźnik      | gaźnik         | gaźnik      | gaźnik            | wtrysk pośredni          | wtrysk pośredni    | wtrysk bezpośredni |
| Rodzaj rozrządu       | OHV         | OHV         | OHV            | OHV         | OHV               | OHV                      | OHV                | OHV                |
| Kolejność zapłonów    | 1-5-3-6-2-4 | 1-5-3-6-2-4 | 1-5-3-6-2-4    | 1-5-3-6-2-4 | 1-5-3-6-2-4       | 1-5-3-6-2-4              | 1-5-3-6-2-4        | 1-5-3-6-2-4        |
| Masa silnika suchego  | brak danych | brak danych | brak danych    | brak danych | 350 kg            | brak danych              | 440 kg             | 510 kg             |